# Т-412 (тральщик, 1939)
Базовый тральщик Т-412, с 6 января 1943 БТЩ-412 «Арсений Раскин», ЭМТЩ-412 — советский базовый тральщик скорректированного проекта 58 типа «Фугас» Черноморского флота ВМФ СССР. Участвовал в Великой Отечественной войне на Чёрном море, обороне Севастополя, Керченско-Феодосийской десантной операции и битве за Кавказ.

## Характеристики
- Водоизмещение: 459 т.
- Размеры: длина — 62 м, ширина — 7,2 м, осадка — 2,13 м.
- Скорость полного хода: 18 узлов.
- Дальность плавания: 5300 миль при 14 узлах.
- Силовая установка: 2 × 1500 л. с., 2 гребных вала.
- Вооружение: 1х1 100-мм орудие Б-24, 1х1 45-мм орудие 21-К, 3х1 12,7-мм пулемета, 20 бомб, 27 мин, 46 минных защитников, 1 трал Шульца, 2 параван-трала К-1, 1 змейковый трал.
- Экипаж: 44 чел[1].

## Строительство
На ССЗ № 201 третья серия тральщиков строилась по скорректированному проекту 58.
- проект 58: Т-5, Т-6, Т-408 — Т-410, Т-412, Т-413.

Тральщик «Т-412» был заложен в Севастополе на Севастопольском морском заводе 14.04.1939 (заводской № 255), спущен на воду 5.11.1939, сдан в эксплуатацию 30.03.1941. 23.04.1941 на корабле был поднят флаг ВМФ. Присвоен тактический номер 16.

## Служба
Вошёл в состав дивизиона тральщиков Бригады кораблей охраны водного района Черноморского флота с базированием на Севастополь.

### Великая Отечественная война
На 22 июня 1941 года командиром был капитан-лейтенант Г. С. Бартоша, тральщик был в составе 1-го дивизиона тральщиков бригады ОВР Главной базы в Севастополе.
В период Великой Отечественной войны участвовал в защите морских коммуникаций и баз, в обороне Севастополя. Производил постановку минных заграждений, доставлял в зону боевых действий боеприпасы, боевую технику, продовольствие, медикаменты, эвакуировал раненых бойцов и население, сопровождал транспорты.
С 10 по 15 июля 1941 года ставил минное заграждение на входе в Керченский пролив, 17 июля — у Анапы, 18 и 19 июля — у Туапсе. С 25 по 29 июля участвовал в минных постановках у Новороссийска.
16-20 сентября 1941 конвоировал транспорты, на которых из Новороссийска в Одессу была доставлена 157-я стрелковая дивизия. 19 ноября конвоировал в Севастополь транспорт «Курск» с боеприпасами.
Входил в состав десантных отрядов при высадке в порт Феодосии в ходе Керченско-феодосийской операции в конце декабря 1941 — начале января 1942 года. 28 декабря 1941 года, приняв 450 десантников вышел из Новороссийска. Ночью 29 декабря тральщик прорвался в порт Феодосии. Высадив своих десантников, он затем перевозил бойцов с крейсеров на берег.
Экипаж Т-412 ночью 30 декабря спас людей с полузатонувшего баркаса крейсера «Красный Кавказ». Командир и комиссар БТЩ, при отсутствии связи и учитывая подходящий к концу артбоезапас, приняли решение вернуться в Новороссийск. Тут же последовало обвинение их в трусости. Командир Т-412 Г. Бартош и комиссар Н. Кононов были приговорены трибуналом к ВМН, но позже расстрел заменили 10 годами с отправкой на фронт.
В ночь на 24 января в Судаке был высажен 554-й горнострелковый полк 138-й горнострелковой дивизии 44-й армии (командир — майор С. И. Забродоцкий, 1376 человек, 2 орудия) и рота морской пехоты Черноморского флота (150 человек). В отряд высадки входил крейсер «Красный Крым», эсминец «Шаумян», тральщик Т-412 № 16, четыре сторожевых катера, в отряд кораблей артиллерийской поддержки — эсминцы «Безупречный» и «Сообразительный», командовал операцией начальник штаба эскадры Черноморского флота капитан 1-го ранга В. А. Андреев. Высадка проходила в жестокий шторм и мороз, из-за чего около 250 человек с крейсера «Красный Кавказ» высадить не смогли. Одновременно удалось эвакуировать до 250 раненых.
19 июня 1942 года тральщик получил бортовой номер «15». 25 июня 1942 участвовал в переброске в Севастополь 142-й морской стрелковой бригады. 1 июля 1942 Т-412 совместно с БТЩ «Щит» вышел из Новороссийска в Севастополь. 2 июля при попытке прорваться в Севастополь тральщики были атакованы двенадцатью Ju-88, получили повреждения от близких разрывов авиабомб и вернулись в Новороссийск.
В ночь на 17 июля 1942 тральщик участвовал в постановке минного заграждения западнее Анапы. В ночь на 18 октября совместно с Т-408 «Якорь» обстрелял порт Анапа.
11-15 декабря 1942 Т-412, действуя в паре с Т-407, участвовал в набеговой операции на коммуникации противника в районе Констанца — мыс Бургас. 13 декабря в 11.34 тральщики обнаружили конвой противника (два румынских транспорта, миноносец и 4 катера-тральщика). В 11.45 тральщики с дистанции 65 кабельтовых открыли огонь. Противник поставил дымовую завесу и стал отходить к берегу. Бой длился почти два часа. В результате был серьёзно поврежден транспорт и два катера. Затем корабли обстреляли селение Шиганы и возвратились в базу. 26-29 декабря Т-412 участвовал в набеговой операции на коммуникации противника в районе Сулина — мыс Бургас. Противник обнаружен не был, и, обстреляв селение на мысе Бургас, корабли вернулись в базу.
6 января 1943 года корабль был назван «Арсений Раскин» в память о Раскине Арсении Львовиче — начальнике политуправления Черноморского флота, погибшем на боевом посту в 1942 году.
В феврале 1943 года корабль в составе отряда высадочных средств участвовал в десанте в районе Южной Озерейки. 3 февраля в 19.40 Т-412 вышел из Геленджика, ведя на буксире несамоходный болиндер № 4 с танками. При волнении в 3 балла буксирный трос несколько раз рвался и приходилось заводить его снова в темноте на волнении. В 4.30 4 февраля в 10 кабельтовых от берега болиндер был передан рейдовому буксиру «Алушта», который повел его к берегу, а тральщик вернулся в Геленджик. 6 февраля тральщик доставлял на плацдарм у Станички (Малую Землю) 165-ю стрелковую бригаду. Всего «А. Раскин» перевез 2138 бойцов и командиров.
10 апреля 1943 года с двумя катерами МО конвоировал транспорт «Пестель» из Сочи в Сухуми. В районе Нового Афона конвой был атакован вражеским самолётом. Транспорт получил повреждения, но был приведён в Сухуми. 7 мая 1943 года в составе эскорта сопровождал танкер «И. Сталин» из Туапсе в Батуми. В 16 ч в районе Лазаревского была обнаружена подводная лодки противника. "Тральщик трижды выходил в атаку, производя бомбометание. 8 мая конвой прибыл в Батуми. 26 августа Т-412 конвоировал танкер «Передовик». В районе мыса Кодош конвой атаковала подводная лодка противника. Благодаря изменению курса торпеды прошли мимо.
«А. Раскин» 24-25 сентября 1943 участвовал в высадке десанта в районе станицы Благовещенская. 24 октября в составе конвоя шел из Сухуми в Туапсе. В 22.43 в районе Пицунды была обнаружена подводная лодка в позиционном положении. Корабли пробомбили место её погружения, результат атаки неизвестен. 11 ноября 1943 года на переходе из Батуми в Туапсе в 1.45 получил осколочные повреждения от близких разрывов авиабомб. 29 ноября конвоировал танкер «Передовик» из Батуми в Туапсе. 16 января 1944 года был в составе эскорта танкера «Вайян-Кутурье». В 18.35 у мыса Анакрия танкер был торпедирован немецкой подводной лодкой U-20. Корабли охранения подводную лодку не обнаружили. На следующий день танкер затонул.
За время войны тральщик прошел 52 550 морских миль, отконвоировал 173 транспорта, перевез 40000 бойцов и командиров, эвакуировал 1600 раненых, участвовал в 14 минных постановках, 4 раза обстреливал побережье противника, отразил 403 атаки самолётов, сбил вражеский самолёт. На корабль фашистами сброшено 480 авиабомб и выпущено 24 торпеды.
Указом Президиума Верховного Совета СССР от 22 июля 1944 года базовый тральщик Т-412 «Арсений Раскин» был награждён орденом Красного Знамени.
После освобождения Крыма участвовал в тралении севастопольских бухт. 24 августа 1944 года на нём был установлен электромагнитный трал и получен тактический номер «ЭМТЩ-412». Имел после войны тактический номер, совпадающий с производственным — 412. 7 апреля 1956 года корабль был исключен из боевого состава и переформирован в корабль обеспечения боевой подготовки. Разделан на металл в 1957—1958 годах.

## Командиры
- На 22 июня 1941 года — капитан-лейтенант Г. С. Бартош
- С 14 июля 1942 года — капитан-лейтенант В. И. Царевский.
- С 14 февраля 1944 года — капитан-лейтенант П. А. Немодрук.
- С 14 декабря 1944 года — старший лейтенант Б. С. Львов[2].

## Память
- Имя тральщика увековечено на «Мемориале героической обороны Севастополя 1941—1942 гг.», сооруженном на площади Нахимова в Севастополе в 1967 году[5].
- После войны его именем был назван тральщик проекта 266.